# Missing place
『Missing place』（ミッシング・プレイス）は、日本の音楽ユニットFavorite Blueの2枚目のオリジナルアルバムである。

## 内容
- スマッシュヒットシングル5曲を収録。前作に続きオリコン初登場1位を獲得し、ヒットした。CD EXTRA仕様。
- 初回盤はデジパック仕様。

## 収録曲
1. Sleepless love
2. さよならより永遠の中で
7thシングル。
3. Step by step!!
歌詞カードの記載と実際の歌唱が異なっている。
4. Movin' oN (ALBUM MIX)
4thシングルのアルバムバージョン。アコースティックギターを中心としたシングルバージョンにハープを加えよりカントリーチックなアレンジになっている。
5. Change by me
5thシングル。花王『ソフィーナAUBEルージュドレシャス』CMソング
6. Season & sun
7. 君がいたあの夏
LAのトップスタジオミュージシャンであるギタリストのマイケル･ランドゥーが参加している。
8. true gate
6thシングル。
9. I STILL BELIEVE
4thシングルのカップリング。
10. Missing place
8thシングル。花王『ソフィーナAUBEルージュフィーリア』CMソング

- クレジット

作詞: 松崎麻矢（全曲）
作曲: 木村貴志（全曲）
編曲: 木村貴志（全曲）、日高智（補作、担当曲不明）